# Brasil nos Jogos Pan-Americanos de 1975
O Brasil competiu nos Jogos Pan-Americanos de 1975 na Cidade do México, no México.

## Medalhistas[1]
| Alberto Leguelé Batista Bianchi Carlinhos Carlos Chico Fraga Cláudio Adão Edinho Erivélto Eudes | Luiz Alberto Marcelo Oliveira Mauro Cabeção Pitta Rosemiro Santos Tecão Tiquinho Zé Carlos Zé Carlos II |

| Bebeto Bernard Celso Kalache Danilas Elói Fernandão | Mauro Moreno Negrelli Paulão Suíço William |

| Adilson Carioquinha Fausto Gilson Hélio Rubens Marcel | Marquinhos Paulinho Robertão Sérgio Macarrão Ubiratan Zé Geraldo |

| Alberto Leguelé Batista Bianchi Carlinhos Carlos Chico Fraga Cláudio Adão Edinho Erivélto Eudes | Luiz Alberto Marcelo Oliveira Mauro Cabeção Pitta Rosemiro Santos Tecão Tiquinho Zé Carlos Zé Carlos II |

| Bebeto Bernard Celso Kalache Danilas Elói Fernandão | Mauro Moreno Negrelli Paulão Suíço William |

| Adilson Carioquinha Fausto Gilson Hélio Rubens Marcel | Marquinhos Paulinho Robertão Sérgio Macarrão Ubiratan Zé Geraldo |

| Esporte              | Medalha de ouro | Medalha de prata | Medalha de bronze | Total |
| Atletismo            | 2               | 1                | 2                 | 5     |
| Basquetebol          | 0               | 0                | 1                 | 1     |
| Boxe                 | 0               | 1                | 2                 | 3     |
| Esgrima              | 0               | 0                | 1                 | 1     |
| Futebol              | 1               | 0                | 0                 | 1     |
| Hipismo              | 0               | 0                | 1                 | 1     |
| Judô                 | 1               | 2                | 2                 | 5     |
| Levantamento de peso | 0               | 2                | 1                 | 3     |
| Natação              | 0               | 0                | 9                 | 9     |
| Remo                 | 2               | 0                | 1                 | 3     |
| Tênis                | 0               | 2                | 1                 | 3     |
| Tiro esportivo       | 1               | 2                | 2                 | 5     |
| Vela                 | 1               | 2                | 0                 | 3     |
| Voleibol             | 0               | 1                | 0                 | 1     |
| Total                | 8               | 13               | 23                | 44    |